# Sun King
〈Sun King〉은 존 레논이 주로 작곡한 곡으로, 레논-매카트니로 인정받고, 비틀즈가 1969년 음반 《Abbey Road》에서 B 사이드 매들리의 두 번째 곡으로 녹음했다.

## 참여 인원
- 존 레논 - 리드, 하모니 그리고 백 보컬, 일렉트릭 기타, 마라카스
- 폴 매카트니 - 하모니와 백 보컬, 베이스 기타, 테이프 루프
- 조지 해리슨 - 하모니와 백 보컬, 일렉트릭 기타
- 링고 스타 - 드럼, 봉고, 탬버린
- 조지 마틴 - 로레이 오르간